# Josimar Higino Pereira
Josimar Higino Pereira (Rio de Janeiro, 19 de setembro de 1961) é um ex-futebolista brasileiro que atuava como lateral-direito.
Notabilizou-se jogando no Botafogo, entre 1981 e 1989.

## Carreira

### Clubes
Nascido em Pilares, no Rio de Janeiro, foi criado na Cidade de Deus.
Em 1982, subiu da base do Botafogo e deixou a meia-direita para virar lateral, por necessidade do técnico Jorge Vieira.
Em 1987 teve uma rápida passagem pelo Sevilla da Espanha, retornando ao Brasil no ano seguinte. 
Integrou o histórico time do Botafogo Campeão Carioca invicto em 89, transferindo-se por empréstimo para o Flamengo em seguida.
Passou ainda por Internacional, Novo Hamburgo, Bangu, Fortaleza, Jorge Wilstermann, Fast Clube, Mineros de Guayana e Baré de Roraima, onde encerrou a carreira em 1997.

### Seleção Brasileira
Jogou a Copa do Mundo de 1986, no México. Não estava na lista de convocados de Telê Santana para a competição, porém com a desistência de Leandro no dia do embarque foi chamado para o seu lugar.
Inicialmente reserva, foi beneficiado com a lesão do então titular Édson Boaro na partida contra a Argélia e ganhou a titularidade no jogo frente à Irlanda do Norte, ficando conhecido após receber da intermediária e mandar um chute que acertou o canto superior direito do veterano goleiro Pat Jennings, fazendo o segundo gol e confirmando a classificação para as oitavas-de-final, contra a Polônia. Nesse jogo fez outro belo gol ao driblar três adversários antes de mandar um chute quase sem ângulo. Com tais feitos surpreendentes, foi incluído na seleção da Copa e sugeriu um futuro promissor no futebol internacional, o que acabou não acontecendo.
Pela Seleção Brasileira conquistou a Taça Stanley Rous em 1987 e a Copa América de 1989. Em 16 partidas, venceu 11 e empatou 3.
Embora tivesse atuado em jogos das eliminatórias sul-americanas para a Copa de 1990, Josimar não foi convocado para a competição.

## Vida pessoal
Durante os anos de jogador profissional, foi apelidado de "Josibar" devido a seus problemas com álcool e drogas, que acarretaram em passagens pela polícia e no encurtamento da carreira em alto nível.
Um de seus seis filhos, Josimar Júnior, é também jogador de futebol profissional - assim como seu pai, foi revelado no Botafogo e pouco depois foi para o Cruzeiro, entretanto nunca jogou profissionalmente por ambos - seu último clube foi o Batel (Paraná), que defendeu entre 2017 e 2018.
Atualmente é promotor de eventos esportivos e chegou inclusive a virar nome de revista na Noruega.

## Títulos
Seleção Brasileira
- Taça Stanley Rous: 1987
- Copa América: 1989

Botafogo
- Torneio 23°Aniversário de Brasília: 1983
- Torneio de Genebra: 1984
- Torneio de Berna: 1985
- Troféu Cidade de Palma de Mallorca: 1988
- Taça Rio: 1989
- Campeonato Carioca: 1989

Flamengo
- Copa do Brasil: 1990

Internacional
- Campeonato Gaúcho: 1991

Fortaleza
- Campeonato Cearense: 1991

### Prêmios Individuais
- Time das Estrelas da Copa do Mundo: 1986
- Equipe Ideal da América: 1986 e 1987